# Resolució Sharpe
La Resolució Sharpe (R. v. Sharpe, [2001] 1 S.C.R. 45, 2001 SCC 2) és una resolució judicial adoptada el 2001 pel Tribunal Suprem del Canadà que ratifica les disposicions del Codi Penal del Canadà sobre possessió de pornografia infantil com una limitació vàlida del dret a la llibertat d'expressió.
El 1995, l'escriptor John Robin Sharpe va ser detingut i acusat de dos càrrecs de possessió de pornografia infantil i de dos càrrecs de distribució de pornografia infantil, després que la policia escorcollés el seu domicili i hi trobés imatges pornogràfiques d'adolescents i manuscrits que descrivien relacions sexuals fictícies amb menors. En la seva defensa, Sharpe va interposar un recurs d'inconstitucionalitat i va argüir davant els tribunals que «les lleis relatives a la possessió de pornografia infantil violaven el dret a la llibertat d'expressió i de pensament». El Tribunal Suprem de Colúmbia Britànica va sentenciar a favor de Sharpe i al gener del 1999 va ser absolt dels càrrecs de possessió de pornografia infantil.
Al maig del 1999 el Tribunal d'Apel·lacions va ratificar la sentència. Tot plegat va donar lloc a una polèmica i a un recurs del govern canadenc. El 2001, el Tribunal Suprem va anul·lar el judici i va reafirmar la validesa de la llei canadenca sobre pornografia infantil, no reconeixent excepcions sinó per als textos produïts per a un ús estrictament personal i no difosos de cap manera per l'autor. El març del 2002, el Tribunal Suprem va dictaminar que Sharpe no era culpable de possessió de pornografia infantil en relació amb els seus escrits —va estimar que aquests no incitaven explícitament a la pederàstia, sinó que es limitaven a descriure'n els actes—, però sí de dos càrrecs de possessió de pornografia infantil per les fotografies. Com a conseqüència, va ser condemnat a quatre mesos d'arrest domiciliari.